# Рыбальченко, Анатолий Андреевич
Анатолий Андреевич Рыбальченко (род. 7 июня 1937, станица Тацинская Тацинського района, теперь Ростовской области, Российская Федерация) — украинский деятель, Заслуженный строитель УССР, 1-й заместитель министра строительства и эксплуатации автомобильных дорог УССР. Кандидат технических наук. Народный депутат Украины 1-го созыва. 

## Биография
Родился в крестьянской семье.
Окончил Харьковский инженерно-строительный (автомобильно-дорожный) институт, инженер путей сообщения.
В 1960-1961 годах — инженер дорожно-эксплуатационного участка № 644 города Антрацит Луганской области.
В 1961-1972 годах — инженер Артемовского путестроительного управления № 43 Донецкой области; главный инженер Донецкого областного управления строительства и эксплуатации автомобильных дорог.
Член КПСС с 1964 по 1991 год.
В 1972-1990 годах — начальник главного производственного управления, заместитель министра, 1-й заместитель министра строительства и эксплуатации автомобильных дорог Украинской ССР.
18.03.1990 избран народным депутатом Украины, 2-й тур 61.70% голосов, 5 претендентов. Входил в группу «За советскую суверенную Украину». Член Комиссии ВР Украины по вопросам строительства, архитектуры и жилищно-коммунального хозяйства.
Работал вице-президентом государственного концерна «Укрдорстрой».
Потом — на пенсии.

## Награды
- орден Трудового Красного Знамени;
- орден Дружбы народов;
- медали;
- Почётная грамота Президиума Верховного Совета УССР;
- Заслуженный строитель УССР.